# Diacyclops abyssicola
Diacyclops abyssicola – gatunek widłonoga z rodziny Cyclopidae. Opisał go w 1901 roku szwedzki zoolog Vilhelm Lilljeborg, nadając mu nazwę Cyclops abyssicola.